# Mi caballo, mi perro y mi rifle
Mi caballo, mi perro y mi rifle es una novela del escritor, político y diplomático mexicano José Rubén Romero, publicada en el año 1936. La obra narra la vida de Julián, un personaje cuya historia se desarrolla en un pueblo michoacano durante la época de la revolución mexicana.

## Argumento
Julián, un niño pobre, regresa a su infancia, donde nos cuenta que era un niño un poco feo, no muy guapo. Su niñez fue difícil, debido a la situación económica que tenía su madre, ya que su padre había muerto. Hubo una época en donde Julián asistió a una escuela donde iban niños de gente adinerada, quienes tenían ranchos, o eran de padres de buena posición económica; debido a su situación era constantemente humillado, le hacían la vida imposible, decidiendo al final dejar la escuela y trabajar junto a su madre.
Y fue así pasando su infancia, sufriendo con su enfermedad, mientras su madre lo consentía demasiado, mientras una criada al mismo tiempo lo cuidaba, debido a su enfermedad en las piernas. Un día cuando Julián ya está recuperado y más grande, Andrea amiga de la madre de Julián se le escapa un canario, pidiéndole a Julián que lo ayude a atraparlo, mientras el ave se escondía debajo de la falda de Andrea. Un día Andrea le dice a Julián que iban a tener un hijo y que era de él; esto desconcertó mucho al protagonista, sin embargo se hizo responsable del niño, casándose con Andrea.
De nuevo miradas de gente y burlas lo atacan debido a su situación con su pareja, debido a la diferencia de edades, esto va haciendo que Julián empieza a tomar una actitud más grosera y rebelde, buscando un pretexto para cambiar su rumbo en la vida. Al enterarse de que estalla la revolución, decide entrar en la batalla, buscando su nuevo ideal.
Se presentaron varias situaciones cuando estuvo en la guerra, por ejemplo gente que se decía general a sí mismo sin serlo, hasta un compañero ciego, hasta llegó a ser amigo de un perro callejero al que todos llamaron Centinela, debido a que el perro mantenía alerta al batallón mientras dormían, robó un caballo, y hasta llegó a vestirse de mujer para entrar a un pueblo para no ser descubierto.
Mientras estuvo en la guerra, Julián recibió un balazo en la pierna, lo que permitió que se quedara con su perro a solas, lamentablemente Julián perdió conciencia; mientras él estaba inconsciente imaginó una conversación entre su caballo, su perro y su rifle, donde el perro y el caballo discutían de las injusticias entre pobres y ricos.
Esto provocó que a Julián lo encontrara una familia, la cual le ayudó a recuperarse, pagando todo lo que se necesitara. El jefe del hogar un día accedió a llevarle una carta a la madre de Julián, esto a petición del protagonista. Lamentablemente sucedieron unos cambios por allá, por ejemplo sus tierras y molino habían sido vendidas y ya eran de otro; lo que provocó que saliera semi curado en busca de su grupo armado.
Cuando Julián regresó, todos se sorprendieron porque lo creían muerto, durante el festejo de su regreso, Julián se enteró de que su madre tenía su último momento de vida. Esto provocó que él fuera a buscarla al pueblo para poder al menos estar cerca de ella, lo complicado fue que nadie podía verlo en el pueblo o lo matarían.
Al llegar y ver a su madre muerta, se dio cuenta dentro de lágrimas y recuerdos, que la revolución y su búsqueda de ideales no fue más que un tonto sueño y una pérdida de amor y cariño, de familia, pero sobre todo que la gente poderosa no perdía su poder y seguía en sus altos tronos de poder, mientras ellos seguían en la miseria.

## Contexto
El autor José Rubén Romero nació en Cotija de la Paz en el año de 1890. Durante sus 62 años de vida fue, entre otras cosas, poeta, cuentista, tendero, mercería, funcionario, revolucionario, diplomático, novelista y ensayista. Vivió en un periodo en la historia mexicana donde predominaba el desorden y la búsqueda de un cambio en el curso de la historia nacional. A temprana edad se unió al movimiento revolucionario, siguiendo el maderismo desde sus inicios. Durante su tiempo como simpatizante temprano se desempeñó como comerciante, sin embargo al verse triunfante el movimiento maderista, logró obtener puestos oficiales como receptor de rentas de Santa Clara del Cobre.
En 1913, el general Victoriano Huerta, traicionó al entonces presidente Francisco I. Madero, dando muerte a su persona el 22 de febrero de 1913, obligando así a todos los simpatizantes del expresidente a huir dejándolos a todos en calidad de fugitivos políticos.
Durante su huida, residió en la Ciudad de México donde padece pobreza, hambruna, aislamiento, miseria e indiligencia, recursos de los que más tarde valdría para redactar sus siguientes libros, como se observa claramente en Apuntes de un lugareño publicada en 1932. Dicho libro es un retrato de sus propios recuerdos de niñez y juventud. Sin embargo la primera de sus novelas da cuenta de que el autor posee un grado más amplio de la palabra situando a su obra en un nivel superior Mi caballo, mi perro y mi rifle, es una muestra del desprecio y descontento que el autor sentía por el conflicto revolucionario.

## Personajes
Julián: Este personaje contó con diversas enfermedades y situaciones difíciles desde que era niño lo que lo hizo desarrollar un odio por las clases y las personas clasistas, después, ya cuando creció y se hizo mayor, las situaciones y las críticas que hacían hacia él provocaron que su odio evolucionara para volverse un revolucionario fiel a la idea de que hacia lo correcto para la sociedad al encontrarse luchando por ellos.
Rifle: Él, como en todas las grandes historias, era el fiel, amistoso, burlón e inseparable amigo del protagonista, Julián, durante la revolución, quien además tenía un excelente don y una impresionante habilidad tirando con el rifle, he ahí el porqué de su apodo.
Caballo: metáfora del rico. Un ejemplo claro de la sociedad en ese tiempo pues este animal que físicamente se veía de buena raza, elegante y bello, era un ser que se caracterizaba principalmente por sus características negativas tales como su envidia, su poca sencillez y su enorme ego que lo llevaba a presumir tanto como pudiera.
Centinela (El perro): Tal y como todos los caninos, este animal se caracterizaba por ser un gran amigo para el protagonista, Julián, un excelente acompañante, que compartía grandes y bellos sentimientos, no solo hacia su dueño, si no, a cualquiera que lo necesitara. Un animal lleno de sencillez. Un animal que estaría dispuesto a entregarlo todo por mantener a salvo a su amo Julián, simboliza al pobre.

### Otros personajes (Secundarios)
- Papá (Don Fermín)
- Mamá
- Doña Concha Reyes
- Don Ceferino
- El Alemán
- Andrea
- Ramiro
- Don Filiberto Rey de Bastos
- Don José María Rey de Oros
- Don Tiburcio Rey de Copas
- Aurelio Guevara
- Nazario Patino
- Valladares
- Don Ignacio
- Rafael
- Rafaelito
- Rafaela

## Composición
El libro se encuentra dividido en cuatro capítulos no titulados, en los cuales se relata una historia con una estructura lineal temporal, ya que los acontecimientos del pueblo así como los eventos de los personajes, se narran de principio a fin, empezado por la niñez del personaje y terminando con su muerte. El tono narrativo se aprecia claramente como narrador protagonista pues es Julián el encargado de contar su historia y al mismo tiempo de desempeñar como personaje principal protagonista. No conoce los pensamientos de los personajes con quienes convive y se desenvuelve como un hombre normal. Durante el primer capítulo Julián cuenta los primeros años de su vida, su niñez así como la muerte de su padre, la condición de su madre y las circunstancias con las que contrajo matrimonio con Andrea. En el segundo y tercer capítulos describe su vida durante el movimiento armado, se presentan los personajes antagonistas y se desarrolla el nudo de la novela. El cuarto capítulo, el más breve del libro, es el capítulo final en donde se da el desenlace, relata la muerte del perro, y la suya viendo morir también sus ilusiones y promesas revolucionarias.

## Narración
El tipo de narrador usado en esta obra, según el punto de vista, es un narrador primera persona o intradiegético, específicamente narrador-protagonista ya que es Julián quien cuenta su propia historia. Julián toma un punto de vista subjetivo con el que interpreta los acontecimientos del relato de acuerdo a sus valores e intereses, sin embargo esta condición le impide conocer de forma completa, definitiva e imparcial los pensamientos y acciones de los personajes sobrantes. Sobresale, además el uso del estilo de autobiográfico como lo vemos en la siguiente cita y fragmento inicial del libro: "Una fotografía tamaño imperial que anda aún rodando por los cajones de la cómoda y que data del año de 1893, sirve para reconstruir mis primeros recuerdos. En ella aparezco sentado, con las piernas entrelazadas como los moros..." 

## Voces
Las voz presente en narración en esta obra es monofonía, debido a que a lo largo del texto se ocupa únicamente una voz, que como se estableció con anterioridad, es Julián. Es decir, es una voz la encargada de relatar la historia desde su perspectiva con una notable descripción de sus emociones y sentimientos.

## Diálogo
El diálogo que se maneja en la obra es mixto ya que pueden distinguir ambas técnicas de diálogo. El indirecto es más recurrente, ya que el estilo autobliografico así lo requiere, es usado al describir las conversaciones que se dan entre el protagonista y el resto del evento, pues es la primera persona quien relata los acontecimientos. En cambio el diálogo directo es usado para diferenciar las distintas ponencias actanciales, ya que en el caso del rifle, es necesario indicar al lector la intervención de un objeto inanimado. 

## Tiempo y espacio
El espacio novelesco de desarrolla en el estado de Michoacán sin una localización fija, debido a que el espacio va cambiando y avanzando en sincronía del avance de la obra, tomando diferentes ambientes desglosados los cerros de Tierra Caliente, en los montes, en un municipio cercano de nombre Puruándiro, en el pueblo de Villachuato y otras localidades de menor importancia que recorren.